# Mada Mita Koto no Nai Sekai
Mada Mita Koto no Nai Sekai (まだ見たことのないセカイ) ist der Name eines Power-Metal-Musikprojektes der ehemaligen Bridear-Gitarristin Mitsuru und der Anison-Interpretin Mako Neoki.

## Geschichte
Mada Mita Koto no Nai Sekai, kurz Madaseka, wurde im August des Jahres 2019 von der ehemaligen Bridear-Gitarristin Mitsuru sowie der Anison-Sängerin Mako Neoki gegründet. Das Debüt-Minialbum Yugen Monochrome erschien im Oktober des Jahres und erreichte Platz 238 in den japanischen Albumcharts.
Im Jahr 2020 stieg Neoki aus der Gruppe aus und wurde durch Yoshiko Ikuta ersetzt. Im Dezember 2021 erschien mit Mugen Parallel World das zweite Minialbum, auf dem die japanische Webvideoproduzentin Rika und die Singer-Songwriterin Hime Hashimura zu hören sind. Auch dieses Werk schaffte den Einstieg auf Platz 298 in den nationalen Musikcharts.
Im Rahmen der Anime Messe, die zwischen dem 15. und 17. Juli 2022 im Potsdamer Stadtteil Babelsberg stattfindet, spielt das Duo auf dem Open-Air-Gelände im Vulkan ihre ersten beiden Konzerte auf deutschem Boden.

## Diskografie
- 2019: Yugen Monochrome (Mini-Album, Radtone Music)
- 2021: Mugen Parallel World (Mini-Album, Radtone Music)
- 2022: Reinsei Aspect (Mini-Album, Radtone Music)